# Liste der Monuments historiques in Saint-Thégonnec Loc-Eguiner
Die Liste der Monuments historiques in Saint-Thégonnec Loc-Eguiner führt die Monuments historiques in der französischen Gemeinde Saint-Thégonnec Loc-Eguiner auf.

## Liste der Bauwerke inSaint-Thégonnec
| Bezeichnung                                                          | Beschreibung | Standort                 | Kennzeichnung | Schutzstatus | Datum | Bild           |
| -------------------------------------------------------------------- | ------------ | ------------------------ | ------------- | ------------ | ----- | -------------- |
| Château de Penhoat                                                   | Schloss      | (Lage)                   | PA29000054    | Inscrit      | 2006  | weitere Bilder |
| Umfriedeter Pfarrbezirk mit Kirche Notre-Dame, Calvaire und Beinhaus |              | Place de l’Église (Lage) | PA00090441    | Classé       | 1886  | weitere Bilder |

## Liste der Objekte
- Monuments historiques (Objekte) in Saint-Thégonnec in der Base Palissy des französischen Kultusministeriums